# Gernicourt
Gernicourt era una comuna francesa situada en el departamento de Marne, de la región de Gran Este, que el uno de enero de 2017 pasó a ser una comuna delegada de la comuna nueva de Cormicy al unirse con la comuna de Cormicy.

## Historia
Hasta el 31 de diciembre de 2016, la comuna de Gernicourt formó parte de la región de Alta Francia, departamento de Aisne, distrito de Laon y cantón de Neufchâtel-sur-Marne. Con vistas a su prevista fusión con la comuna de Cormicy, que pertenecía a la región de Gran Este, y departamento de Marne, se creó el decreto nº 2016-1912, que con fecha de aplicación del 31 de diciembre de 2016, modificaba los límites territoriales de los departamentos de Alta Francia y Gran Este, pasando la comuna de este modo a formar parte del departamento de Marne, distrito de Reims y cantón de Borgoña.

## Demografía
| Gráfica de evolución demográfica de Gernicourt entre 1800 y 2014 |
|                                                                  |

Los datos demográficos contemplados en este gráfico de la comuna de Gernicourt se han cogido de 1800 a 1999 de la página francesa EHESS/Cassini, y los demás datos de la página del INSEE.